# Park Narodowy Uramba Bahía Málaga
Park Narodowy Uramba Bahía Málaga (hiszp. Parque nacional natural Uramba Bahía Málaga) – park narodowy u wybrzeży Kolumbii (departament Valle del Cauca). Został utworzony 8 kwietnia 2010 roku i zajmuje obszar 468,86 km² (w tym 463,86 km² wód morskich).

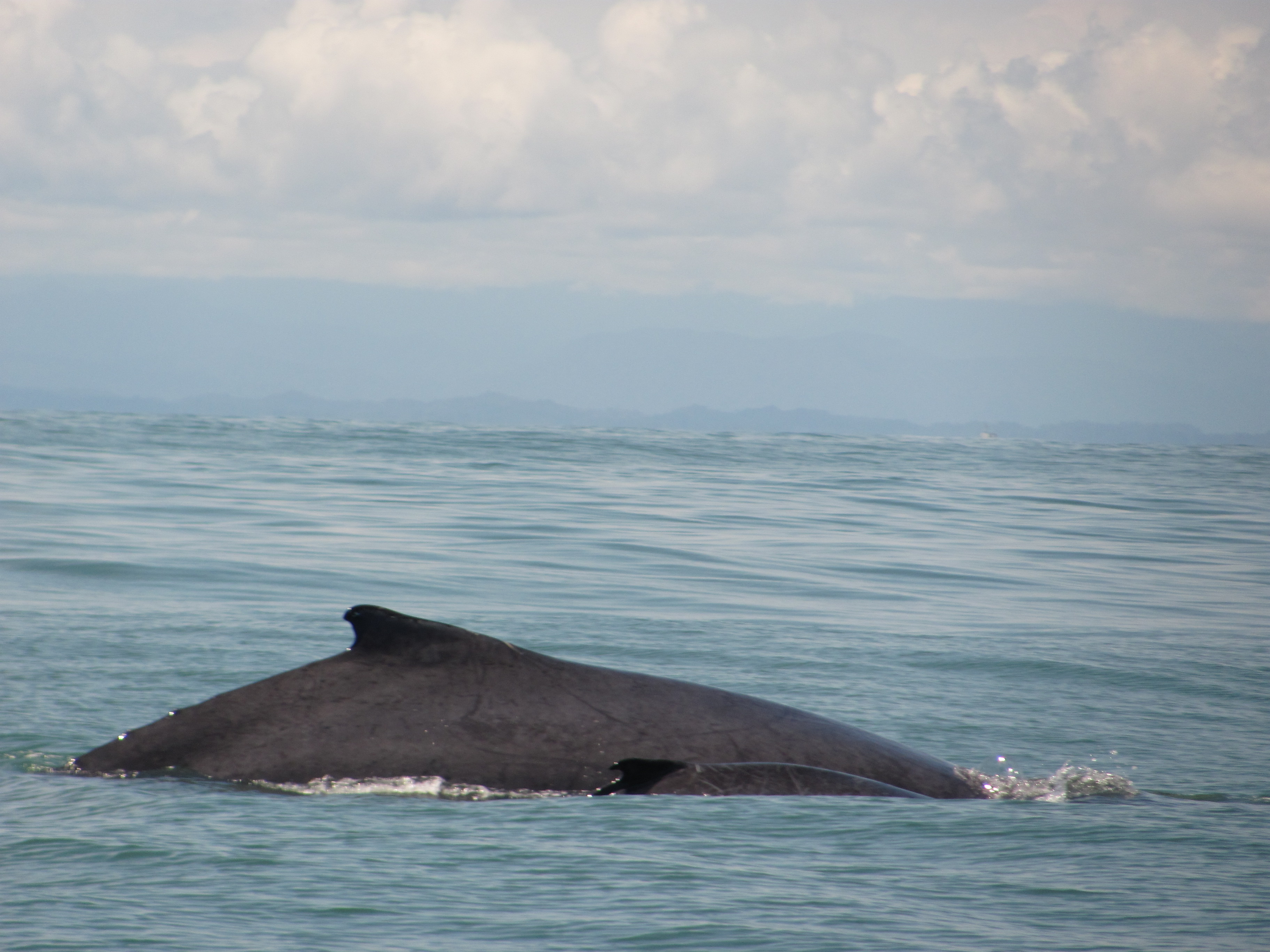
Humbak w zatoce Malaga

## Opis
Park obejmuje fragment Oceanu Spokojnego wraz z zatoką Malaga oraz wybrzeże otaczające zatokę. Wybrzeże i wysepki w zatoce pokrywa wilgotny las równikowy i las namorzynowy. 
Temperatura powietrza wynosi od +18 °C do + 25 °C.

## Flora
W lasach namorzynowych rosną głównie Rhizophora mangle, Laguncularia racemosa, Conocarpus erectus, Avicennia germinans i narażone na wyginięcie (VU) Pelliciera rhizophorae i Mora oleifera.

## Fauna
Zatoka Malaga jest miejscem rozmnażania humbaków. Wykorzystują one wody zatoki do rodzenia i wychowywania młodych między czerwcem a październikiem. Szacuje się, że w tym okresie, w zależności od roku, przebywa ich tu od 474 (2003 rok) do 1167 (1998 rok). Obserwacja humbaków jest jedną z największych atrakcji turystycznych parku. 
W parku odnotowano też 107 gatunków ptaków, 30 gatunków ssaków lądowych, 12 gatunków ssaków morskich, 17 gatunków gadów, 10 gatunków płazów i 240 gatunków ryb. Ocean jest domem dla 254 gatunków mięczaków, 237 gatunków skorupiaków, 68 gatunków wieloszczetów, 28 gatunków szkarłupni, 18 gatunków gąbek i 18 gatunków parzydełkowców. W 2009 roku odkryto tu nowy gatunek skorupiaka – Chelorchestia colombiensis.